# Биг Делта (Аљаска)
Биг Делта (енгл. Big Delta) насељено је место без административног статуса у америчкој савезној држави Аљаска.

## Демографија
По попису из 2010. године број становника је 591, што је 158 (-21,1%) становника мање него 2000. године.
| Група             | 2000.       | 2010.       |
| Белци             | 696 (92,9%) | 542 (91,7%) |
| Афроамериканци    | 1 (0,1%)    | 1 (0,2%)    |
| Азијати           | 4 (0,5%)    | 2 (0,3%)    |
| Хиспаноамериканци | 19 (2,5%)   | 9 (1,5%)    |
| Укупно            | 749         | 591         |